# Румянцев, Вячеслав Борисович
Вячесла́в Бори́сович Румя́нцев (род. 20 октября 1957, Ленинград, СССР) — российский историк, журналист, публицист и деятель Рунета. Известен как основатель и главный редактор портала «ХРОНОС: всемирная история в интернете».

## Деятельность
В 1984 году окончил исторический факультет МГУ имени М. В. Ломоносова. 
Преподавал историю и обществознание в школе и техникуме. 
В 2000 году запустил проект «ХРОНОС: Всемирная история в интернете» — исторический ресурс Рунета.
Кроме исторической основы портала, организовал литературную часть — «Русское поле» (содружество литературных проектов). На этом поле видное место занимает русский литературный журнал «МОЛОКО» ("Молодое око"), возглавляемый собственным главным редактором и имеющий свой коллектив авторов.
Также создал другие проекты в Интернете:
- «Славянство: форум славянских культур»
- «Этноциклопедия»
- «Румянцевский музей»
- «Первая мировая война»
- «Апсуара: история и культура Абхазии»
- «Война 1812 года»
- «Русская национальная философия в трудах её создателей».

## Награды
- В 2011 году Румянцев награждён специальным дипломом Литературного форума «Золотой Витязь» в Туле (за историческую объективность)[3].